# スター☆ベガス
『スター☆ベガス』は、2017年4月6日（5日深夜）から2017年9月28日（27日深夜）まで毎週木曜 0:00 - 0:30 （水曜深夜）にBSフジで放送されていたバラエティ番組である。

## 概要
前番組『エビ中++』から引き続き私立恵比寿中学（通称「エビ中」）がメインを務める深夜番組。エビ中のメンバーがエンターテインメントの本場・ラスベガスでも通用するようなアイドルを目指すべく、「真のエンタメ」をプロから学ぶ模様を放送する。
コーナーの1つ「スター☆ベガスヘッドライン」では、エビ中と同じくスターダストプロモーションに所属する女性アイドルグループが登場し、彼女たちのライブや新曲などに関する情報を随時伝えていくが、同事務所に所属しエビ中の先輩グループである「ももいろクローバーZ」が出演することは一度もなかった。

## 出演者
レギュラー
- 私立恵比寿中学

（真山りか・安本彩花・廣田あいか・星名美怜・柏木ひなた・小林歌穂・中山莉子）
スター☆ベガスヘッドライン内（※週替わりに不定期出演）
- チームしゃちほこ

（秋本帆華・咲良菜緒・大黒柚姫・坂本遥奈・伊藤千由李）
- たこやきレインボー

（堀くるみ・彩木咲良・清井咲希・根岸可蓮・春名真依）
- ばってん少女隊

（希山愛・上田理子・春乃きいな・瀬田さくら・西垣有彩・星野蒼良）
- ときめき♡宣伝部

（辻野かなみ・小泉遥香・坂井仁香・吉川ひより・藤本ばんび・小高サラ）
- 桜エビ〜ず

（水春・川瀬あやめ・村星りじゅ・茜空・桜井美里・芹澤もあ）

## 放送リスト
| 回   | 放送日  | テーマ         | エビ中出演メンバー | 備考 | ヘッドライン                              |
| ---- | ------- | -------------- | ------------------ | --- | ----------------------------------------- |
| 1回  | 4月6日  | 放送直前SP     | 全員               | エビ中がスター☆ベガスへの意気込みを語る、番組に登場するアイドルグループの紹介                                                                 | 無し                                      |
| 2回  | 4月13日 | ラスベガス     | 全員               | エビ中初のラスベガス、「Vegas! the Show」を観劇                                                                                               | たこやきレインボー デビュー＆最新Live映像 |
| 3回  | 4月20日 | ラスベガス     | 全員               | カジノを見学、街中でストリート・パフォーマー(スコット・ダールトン)や、 スタジオでショープロデューサー(デヴィッド・グレゴリー)と対面           | チームしゃちほこ 新曲情報                 |
| 4回  | 4月27日 | ラスベガス     | 全員               | 前回の続きでプロデューサーにそれぞれの歌を聴いてもらう                                                                                        | 桜エビ〜ず ワンマンLiveの裏側             |
| 5回  | 5月4日  | ラスベガス     | 全員               | ラスベガスでストリートライブを行う | ときめき♡宣伝部 新曲Live                  |
| 6回  | 5月11日 | マジック       | 安本星名柏木中山   | 新小岩でマジシャンのJUNYAを講師にマジックを学ぶ                                                                                               | ばってん少女隊 「ますとばい」録音風景     |
| 7回  | 5月18日 | マジック       | 安本星名柏木中山   | 安本、星名、柏木&中山の3組でそれぞれ別のマジックを特訓                                                                                        | たこやきレインボー 新曲リリースイベント   |
| 8回  | 5月25日 | マジック       | 安本星名柏木中山   | 前回特訓したマジックを披露 | ときめき♡宣伝部 新曲情報                  |
| 9回  | 6月1日  | イルカショー   | 真山安本廣田星名   | アクアワールド・大洗水族館でイルカショーのトレーナーを体験                                                                                    | 私立恵比寿中学 「なないろ」MV撮影         |
| 10回 | 6月8日  | イルカショー   | 真山安本廣田星名   | アクアワールド・大洗水族館でイルカショーのトレーナーを体験                                                                                    | ばってん少女隊 「ますとばい」紹介         |
| 11回 | 6月15日 | イルカショー   | 真山安本廣田星名   | アクアワールド・大洗水族館でイルカショーのトレーナーを体験                                                                                    | 桜エビ〜ず 8thワンマンLive                |
| 12回 | 6月22日 | 声優           | 真山廣田柏木小林   | 真山が池袋のアニメ事情と行きつけであるアニメイト本店を紹介                                                                                    | ばってん少女隊 「ますとばい！」Live       |
| 13回 | 6月29日 | 声優           | 真山廣田柏木小林   | 代々木アニメーション学院で声優の小尾元政講師に声優のレッスンを受ける                                                                          | 私立恵比寿中学 柏木ひなた生誕ソロLive     |
| 14回 | 7月6日  | 声優           | 真山廣田柏木小林   | 代々木アニメーション学院の生徒オリジナルアニメでアフレコを実践、 声優の谷育子による面接でマウスプロモーションの入所オーディションを体験・前編 | ときめき♡宣伝部 新メンバー披露Live        |
| 15回 | 7月13日 | 声優           | 真山廣田柏木小林   | 声優の谷育子による面接でマウスプロモーションの入所オーディションを体験・後編                                                                  | チームしゃちほこ 東京でのLive             |
| 16回 | 7月20日 | 写真           | 安本廣田星名中山   | 写真を学ぶためまず横浜中華街で様々な写真を撮影                                                                                                | たこやきレインボー 4thシングル初披露      |
| 17回 | 7月27日 | 写真           | 安本廣田星名中山   | 横浜みなとみらいで写真家の宇津裕美子からレクチャーを受け、 安本星名と廣田中山のペアで撮影                                                     | ばってん少女隊 シークレットLive           |
| 18回 | 8月3日  | 写真           | 安本廣田星名中山   | 横浜山手で撮影、これまでの各自のベストショットを宇津裕美子が選考 宇津撮影の写真とともに番組HPでフォトアルバムとして公開                       | 私立恵比寿中学 ツアーファイナルから3曲    |
| 19回 | 8月10日 | 振り付け       | 真山安本廣田       | エビ中がツアーの練習に使用したスタジオでダンスについてトーク ラッキィ池田から振り付けを学ぶ                                                   | ときめき♡宣伝部 6人体制初Live             |
| 20回 | 8月17日 | 振り付け       | 真山安本廣田       | ラッキィ池田の指導の下、すみだ中和こころ保育園で園児の相手をして振り付けを学ぶ                                                                | たこやきレインボー 春ツアーファイナル     |
| 21回 | 8月24日 | 振り付け       | 真山安本廣田       | 3人で夏だぜジョニーのエビ中オリジナルバージョンの振り付けを考えて披露                                                                         | ばってん少女隊 宗像でフォトブック撮影     |
| 22回 | 8月31日 | ミスコンテスト | 星名柏木小林中山   | ミスコンディレクター樋口千紗を講師に世界基準の美を学ぶ、メンバーの食事をチェック                                                              | ときめき♡宣伝部 桶川市でのワンマンLive    |
| 23回 | 9月7日  | ミスコンテスト | 星名柏木小林中山   | キックボクササイズと樋口千紗によるウォーキングのレッスン                                                                                      | チームしゃちほこ ベストアルバムの推し曲   |
| 24回 | 9月14日 | ミスコンテスト | 星名柏木小林中山   | ミスエビ中コンテスト | 桜エビ〜ず 新曲披露ワンマンLive           |
| 25回 | 9月21日 | 修学旅行       | 全員               | 日光市へ修学旅行 | たこやきレインボー 日比谷野音Live         |
| 26回 | 9月28日 | 修学旅行       | 全員               | 修学旅行の続きとラスベガスの回、ちゅうおん等の未公開映像                                                                                      | 無し                                      |

## スタッフ
- ナレーター：マーク・大喜多
- 構成：桜井すぺいし、川又唱史、オンダユウ
- 広報：真田夏希(BSフジ)
- 編集：太田健二
- MA：大野夏希
- 音効：安原裕人
- 協力：スターダストプロモーション、スターダスト音楽出版、麒麟スタジオ
- AD：鈴木麻衣子、大林亮汰、吉池朗
- ディレクター：早川美緒、白川誠、大本佳佑
- AP：高梨織江
- 総合演出：山野辺聖勝
- プロデューサー：柏村信輔(BSフジ)、大澤誠（SDR）、近藤岳志（スワン）
- 著作制作：SDR、BSフジ